# Gépelemek
A gépek gépegységekre, alkatrészekre bonthatók. A gépelemek olyan szerkezeti egységek, amelyek a különféle gépekben a gép rendeltetésétől függetlenül azonos feladatot látnak el. A gépegységek gépelemek nagyobb csoportja, például motor, sebességváltó, szelep, tolózár. A határ a gépegység és a gépelem között nem éles. Gépelemeknek hagyományosan csak a mechanikai alkatrészeket nevezik. A gépek minőségének javítása, a tervezési és gyártási költségek csökkentése érdekében az ipari forradalom megindulásától egyre növekvő mértékben tipizálják és szabványosítják a gépelemeket. Ma lehetőség van arra, hogy egyes gépeket csaknem teljes egészében kereskedelemben kapható részegységekből és gépelemekből szereljék össze.

## A gépelemek felosztása

### Kötőelemek
Feladatuk más gépelemek, gépegységek merev összeerősítése, hogy a környezetből ható erőkkel és nyomatékokkal szemben biztosítsák a gép megfelelő működését.
- Nem oldható kötések. Ezek a kötések csak roncsolással szüntethetők meg.
  - Szegecs
  - Hegesztett kötés
    - Gázhegesztés
    - Villamos ívhegesztés
    - Villamos ellenálláshegesztés

  - Forrasztás
  - Ragasztás
- Oldható kötések
  - Csavarkötés
  - Csapszeg
  - Tengelykötések
    - Zsugorkötés
    - Kúpos kötés
    - Retesz
    - Ék
    - Bordás tengely
    - Fogastengely kötések
    - Poligontengely kötés

### Forgást közvetítő gépelemek
- Tengelyek
- Csapágy
  - Siklócsapágy
  - Gördülőcsapágy
  - Hidrosztatikus csapágy

### Tengelykapcsolókés fékszerkezetek
Feladatuk két tengely összekapcsolása, forgó mozgás és nyomaték átvitele.
- Üzem közben nem oldható kapcsolók
  - Merev tengelykapcsolók
  - Rugalmas tengelykapcsolók
  - Hajlékony tengelykapcsolók
- Üzem közben oldható tengelykapcsolók
  - Körmös kapcsoló
  - Tárcsás kapcsolók
  - Lemezes kapcsolók
- Fékszerkezetek
- Szabadonfutók
- Kilincsművek

### Forgást átszármaztató elemek
- Szíjhajtás
- Lánchajtás
- Fogazott hajtás
  - Fogaskerék
  - Csigahajtás
  - Hullámhajtás
- Hidraulikus hajtás
- Pneumatikus hajtás
- Dörzshajtás

### Egyéb gépelemek
- Rugók
- Tömítések

## Külső hivatkozások
- Gépelemek jegyzet
- Kötő gépelemek
- Kocsis Zoltán: Gépelemek II.